# Apomyrma stygia
Apomyrma es un género de hormigas que solo contiene la especie Apomyrma stygia. Se distribuyen por el oeste de África.